# Aquila (Veracruz)
Aquila es una localidad del estado mexicano de Veracruz. Es cabecera del municipio de Aquila.

## Demografía
| Censo | Población |
| ----- | --------- |
| 1900  | 552       |
| 1910  | 683       |
| 1921  | 418       |
| 1930  | 538       |
| 1940  | 597       |
| 1950  | 632       |
| 1960  | 688       |
| 1970  | 744       |
| 1980  | 1036      |
| 1990  | 729       |
| 1995  | 723       |
| 2000  | 771       |
| 2005  | 723       |
| 2010  | 754       |
| 2020  | 916       |